# Tapaz
Tapaz é um município de  primeira classe de renda municipal (d) na província Capiz, nas Filipinas. De acordo com o censo de 1 de maio  de  2020 possui uma população de 54 423 pessoas e 13 473 domicílios.